# 露清密約
露清密約（ろしんみつやく、カシニー密約、李鴻章 - ロバノフ協定、中国語: 中俄密約、禦敵互相援助條約、防禦同盟條約、英語: Li-Lobanov Treaty, Sino-Russian Secret Treaty、ロシア語: Союзный договор между Российской империей и Китаем）は、日清戦争及び三国干渉後の1896年6月3日、モスクワ州モスクワでロシア帝国と清の間で締結された秘密条約。
ロシア側は外務大臣アレクセイ・ロバノフ＝ロストフスキーと財務大臣セルゲイ・ヴィッテ、清側は欽差大臣李鴻章が立ち会った。
この条約は、日本がロシアと清のいずれかへ侵攻した場合に互いの防衛のため参戦するという相互防御同盟の結成が目的であったが、同時に、清に対してロシアの満洲における権益を大幅に認めさせるという不平等条約の側面もあり、日露戦争を惹起した原因の一つとされる。

## 概要

### 背景・経緯
三国干渉で日本から清に遼東半島を返還させ、清国の負った対日賠償金に対してもいち早く借款供与を申し出て、1895年7月にフランスと共同で借款を決定したロシアは、清に対し見返りを求めた。1896年の5月はじめ、李鴻章はサンクトペテルブルクを訪問、皇帝ニコライ2世の戴冠式に出席して新皇帝と謁見し、ロバノフとヴィッテとの秘密会談に臨んだ。李鴻章は50万ルーブルの賄賂を受け取り、6月3日に条約を結んだ。

東清鉄道

日本の脅威に対して相互の安全を共同で守るという安全保障の名目であったが、ロシアはこの条約で満洲での駐留や権益拡大を清に承認させることに成功した。ロシアの役人や警察は治外法権を認められ、戦時には中国の港湾使用を認められた。さらにシベリア鉄道の短絡線となる東清鉄道を清領内（北満の西端の満洲里（マンチュリー）から北満東端の黒竜江省綏芬河（ポクラニチナヤ）まで）に敷設する権利も認めさせた。東清鉄道は名目上は共同事業だったが、実際には出資も管理も全てロシアが行った。清はロシア軍の部隊移動や兵站を妨害することができず、ロシアに対して大幅に割り引いた関税率を認めさせられた。またロシアは鉄道建設に必要な土地の管理権を得たのみならず、密約を拡大解釈して排他的行政権も手にし、鉄道から離れた都市や鉱山も「鉄道附属地」としてその支配下に置いた。
なお、ロバノフはほぼ同時にニコライ2世の戴冠式に参列した日本の山縣有朋とも山縣・ロバノフ協定を結んでいる。

### 密約の主な内容
- 日本がロシア極東・朝鮮・清に侵攻した場合、露清両国は陸海軍で相互に援助する。
- 締約国の一方は、もう一方の同意なくして敵国と平和条約を結ばない。
- 戦争の際には、清の港湾は全てロシア海軍に開放される。
- ロシアが軍隊を移動するために、清はロシアが黒竜江省と吉林省を通過してウラジオストクへ至る鉄道を建設することを許可する。鉄道の建設と経営は、華俄道勝銀行＝露清銀行が引き受ける。
- 戦時あるいは平時に関わらず、ロシアはこの鉄道により軍隊と軍需物資を自由に輸送できる。
- この条約は15年間を有効期限とし、期限満了の前に双方は条約を継続するか協議する事ができる。

同年10月には南満洲を縦貫する東三省鉄道と東清鉄道との接続も認められることになった。これに続く1897年12月には、ロシア帝国海軍艦隊が清の保護を名目に沿岸に来航し、艦隊の武力を背景にした「砲艦外交」が行われた。ロシアは清に対し、さらに満蒙での鉄道敷設、黄海沿岸の港湾租借などの追加条件を求めた。

## 密約以後の中露間条約と日本

### 旅順・大連租借に関する露清条約
ロシアに続いて、列強各国も対日賠償金に対する借款供与を行い、その担保条件に港湾の租借や鉄道敷設権を求めるようになり、中国各地に自らが独占的に利権を持つ範囲を設定するようになった。1898年1月にはイギリスが借款供与と引き換えに長江流域の鉄道敷設権を得た。1897年11月、ドイツは宣教師殺害を口実に膠洲湾を占領、1898年3月、膠洲湾租借が明記された独清条約が締結される。
時同じくして1898年3月、対日賠償金の援助に対する担保と、清国内で起こる排外主義運動に対する責任を理由に、「旅順（港）大連（湾）租借に関する条約」がロシアと清の間で結ばれた。これによりロシアは遼東半島の南端の旅順・大連の25年間に渡る租借権と、東清鉄道と大連とを結ぶ支線（南満洲支線）の鉄道敷設権を得て、軍港や鉄道などの建設が始まった。イギリスは、シベリア鉄道と旅順・大連を手にしたロシアが東アジアで陸軍のみならず海軍でも優位に立つことを懸念し、1898年5月に清に対して大連対岸の威海衛を租借させた。

### 第二次露清密約と満洲還付条約
ロシアなど列強による鉄道建設をふくめ、満洲を含む中国の半植民地化が進んだことは民衆の怒りに火をつけ、1900年には義和団の乱が勃発して、この動きは満洲の地にもおよんだ。この混乱に乗じ、江東六十四屯の清国人を虐殺しアムール川を越えて南下、東三省を占領したロシアは、1900年11月に清と「第二次露清密約」（満洲に関する露清協定）を結び、満洲への軍隊駐留権や要塞設置、ロシア人の保護、地方政府に対する監督権の行使など、鉄道沿線のみならず満洲全域の軍事や行政も支配下に置いた。
1902年4月8日の「満洲還付に関する露清条約」（満洲還付条約）ではロシア軍の東三省からの段階的撤退が取り決められたが、ロシアは第二期以降の撤退に応じず、1903年4月には逆に撤退条件として清に対し様々な要求を行った。

### 日本の反応
日本は三国干渉から遼東租借に至るロシアの南下に敵対心を抱いた。フランスが広州湾租借地を手にし、ドイツは膠州湾租借地、ロシアは旅順・大連の租借地を手にしたことは、日本に返還させた領土を自分達の国で獲得するという国際信義に甚だしく悖る行為と受け止められた。ロシアがシベリア鉄道と清国内の鉄道を接続し、清国内で自在に軍を移動できる条件を整えたことは、大韓帝国内でロシアの存在が高まってきたことも相まって、ロシアがいずれ韓国を自らの勢力圏におさめ、日本を圧迫するようになると考えられた。また、アメリカ合衆国が発して日本やロシアを含む列強各国からも賛同を得た「門戸開放宣言」にもかかわらず、ロシアが満洲から撤兵しようとしないことも、ロシアが国際社会に従わない国だとする論調を日本国内に生むことになった。
1904年2月に日露戦争が起きると、同年5月13日に慶親王が露清密約の存在を暴露し、5月18日には清により破棄されるに至った。露清密約から日露戦争に至る約10年間は、ロシアが政治的にも経済的にも軍事的にも満洲を支配した時期だった。